# Palazzo del Senato (Ancona)
Il palazzo del Senato è un edificio storico della città di Ancona.

## Sito
Il palazzo del Senato si affaccia sull'omonima piazza assieme alla chiesa dei Santi Pellegrino e Teresa e a palazzo Ferretti, sede del Museo archeologico nazionale delle Marche sul Colle Guasco a due passi dall'anfiteatro romano e dalla cattedrale di san Ciriaco.

## Storia e descrizione

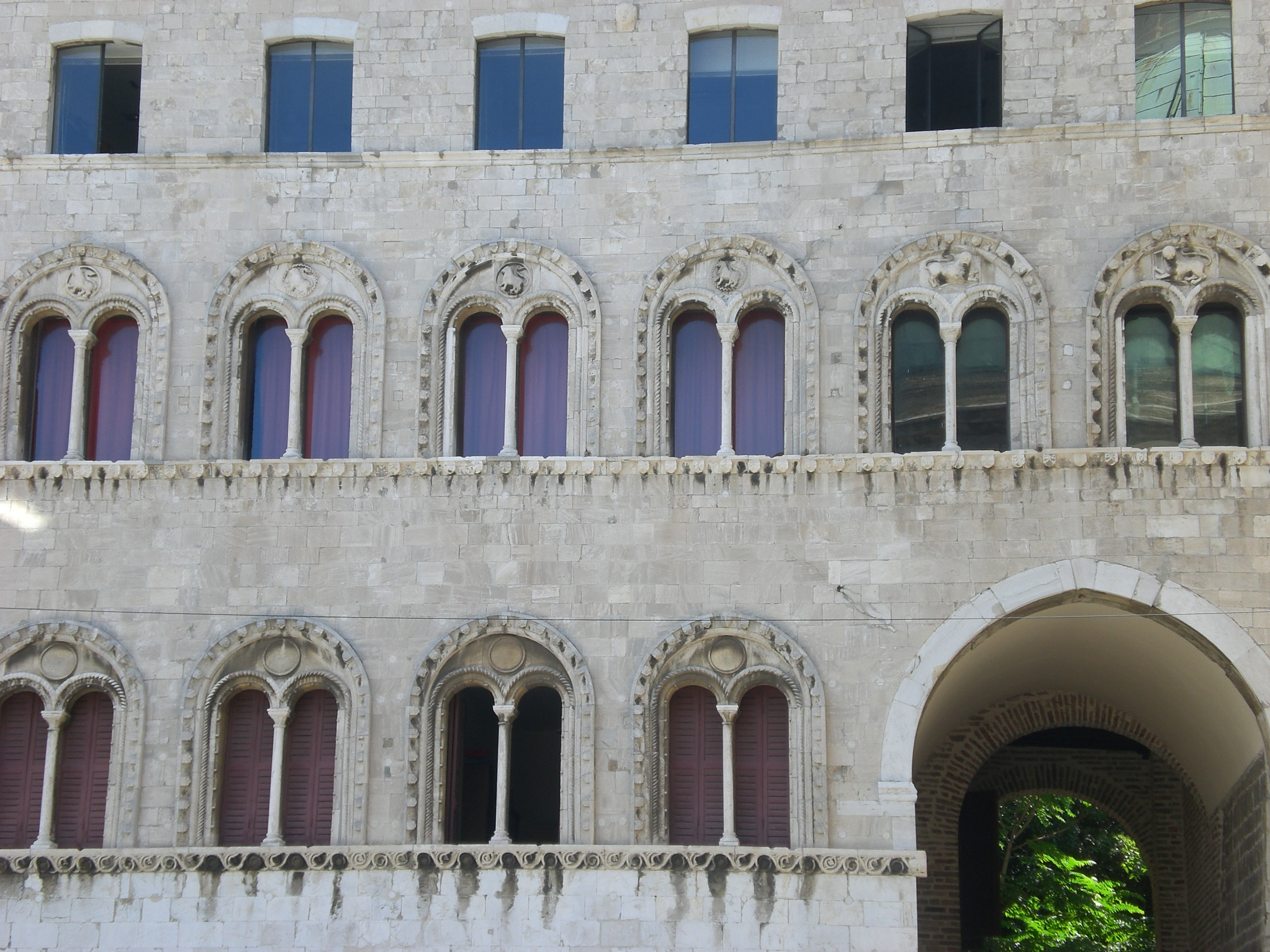
La facciata romanica a bifore

L'area in cui sorge l'edificio era occupata anticamente dal Foro romano, i cui resti (basamenti e parti di colonne) sono visibili a fianco dell'edificio e di fronte all'ingresso di palazzo Ferretti.
Il palazzo venne eretto come sede del Consiglio senatorio nel primo quarto del XIII secolo; più precisamente prima del 3 novembre 1225, quando il Comune cedette la sua antica sede (l'attuale Palazzo Arcivescovile) alla nobile famiglia Cortesi, per installarsi nel nuovo e più vasto edificio. 
Per le similitudini architettoniche riscontrate con la chiesa di Santa Maria della Piazza e il Duomo, la costruzione del palazzo è attribuita a Mastro Filippo.
Il palazzo, di stile romanico, presenta la facciata in pietra bianca aperta da due ordini di bifore adorne di eleganti colonnine e rivestite da cornici a tutto sesto. Sul lato destro del fronte è un'arcata alta e stretta, nonché.
I bombardamenti avvenuti durante la seconda guerra mondiale tra il 1943 ed il 1944 hanno gravemente danneggiato l'interno di questo palazzo medievale. Fortunatamente la sua facciata ne riuscì indenne.
Nel 1952 venne avviato il restauro, con l'intento di riportarlo all'aspetto originario e dunque ripristinando le bifore e demolendo gli elementi aggiunti nel corso dei secoli; la parte retrostante alla facciata venne demolita e ricostruita.
Il palazzo è oggi sede della Soprintendenza ai Beni architettonici e ambientali delle Marche.